# Чефала-Диана
Чефала-Диана (итал. Cefalà Diana) — коммуна в Италии, располагается в регионе Сицилия, в провинции Палермо.
Население составляет 992 человека (2008 г.), плотность населения составляет 110 чел./км². Занимает площадь 9 км². Почтовый индекс — 90030. Телефонный код — 091.

## Демография
Динамика населения:

## Администрация коммуны
- Официальный сайт: